# James Miyaji
James Miyaji (* 17. Juni 1928 in Honolulu Hawaii, (USA); † 22. Februar 2019) war amerikanischer Großmeister, Hanshi, 10. Dan (Kampfsport), des Karate und Kobudo.
Im Alter von 21 Jahren begann er mit dem Unterricht des Judo. Seinen Unterricht bei dem Stilbegründer des Shorinji ryu Richard Kim (* 1917; † 2001), Hanshi, 10. Dan, begann er 1957. Er war einer der engsten Schüler vom Kim. Unter anderem studierte er das Goju ryu und Shito ryu.
Miyaji war ein Gründungsmitglied des Hawaii Karate Kongresses und der Hawaii Karate Kodanshakai sowie Repräsentant der Dai Nippon Butokukai (International Division) in Hawaii.

## Ehrungen
- 1985 8. Dan durch die Hawaii Karate Kodanshakai.
- 1997 9. Dan durch die Hawaii Karate Kodanshakai.
- 2005 Ernennung zum Hanshi durch die Hawaii Karate Kodanshakai.
- 2011 10. Dan Shorinji ryu Karate Do, durch den Kokusai Butokukai.